# 淡春台
淡春台（？—？），字星亭，四川广安人，清朝政治人物，同进士出身。
嘉慶二十五年（1820年）登進士。道光三年（1823年）任嘉定县知县，道光七年（1827年）五月回任。道光九年（1829年）去职。歷任壬午科同考官，河南鹽法道，誥封朝議大夫。